# Emma Clarke
Emma Clarke (ur. 2 września 1876 w Bootle, zm. około 1905) – brytyjska piłkarka, uważana za pierwszą czarnoskórą piłkarkę w Wielkiej Brytanii.

## Wczesne lata
Urodzona w Lancashire w Anglii jako córka Williama i Wilhelminy, Emma razem z siostrą była jedną z pierwszych czarnoskórych piłkarek w Wielkiej Brytanii. Dorastały w Bootle. Pierwsze treningi Emma odbywała niedaleko miejsca zamieszkania sufrażystki Helen Graham Matthews. Działaczka założyła drużynę Mrs Graham's XI (Jedenastka Pani Graham), w której grała Emma. W wieku piętnastu lat Emma dostała swoją pierwszą pracę jako adeptka cukiernictwa.

## Kariera
Clarke zazwyczaj grała na ataku. Swego czasu zajmowała pozycję bramkarki.
Jej kariera klubowa rozpoczęła się w 1895 roku, kiedy zadebiutowała w British Ladies' Football Club. Był to jeden z pierwszych klubów piłkarskich wyłącznie dla kobiet. Działał pod patronatem Lady Florence Dixie. Ponieważ w kobiecej lidze grało wówczas kilka kobiet o nazwisku Clarke, trudno podać szczegóły kariery Emmy. Pojawia się na zdjęciach jednej z grup klubu zwanej „południową”. W 1895 mecz w londyńskim Crouch End, w której drużyna Clarke przegrała 7:1, oglądało ponad 10 000 osób.
Brała udział w pierwszym udokumentowanym meczu piłki nożnej kobiet, który odbył się 7 maja 1881 roku na edynburskim stadionie Hiberian Park. Mecz ten był uważany za międzynarodowy jako starcie między Szkocją i Anglią, mimo że w dzisiejszych realiach nie nazwalibyśmy go międzynarodowym.
Rok później (1896) Clarke zadebiutowała w zespole Mrs Graham's XI, drużynie, która grała mecze w całej Szkocji. Zainteresowanie trasą klubu było ogromne, na spotkaniach było tysiące obserwatorów. Szacuje się, że Clarke dostawała szylinga za tydzień trasy i zwrot za poniesione wydatki.
W 1897 roku zagrała mecz w drużynie The New Woman and Ten of Her Lady Friends, która zmierzyła się z Eleven Gentleman, czyli był to mecz damsko-męski. Drużyna Emmy wygrała 3:1. Raport z meczu informował, że widzowie opisywali starcie jako groteskowe, lecz w drugiej połowie kobiety podniosły poziom gry.
Kariera piłkarska Clarke trwała przynajmniej do 1903 roku.

## Dziedzictwo
Przez wiele lat Clarke mylono z piłkarką Carrie Boustead, którą jeden z dziennikarzy opisał jako kolorową kobietę o niderlandzkiej budowie, która jednak miała jasną karnację. Clarke została ponownie odkryta przez artystę Stuarta Gibbsa, kiedy opublikowano fotografię jej drużyny z trasy po Szkocji. Wtedy Gibbs zidentyfikował ją jako Clarke, nie Boustead.
Spółka Futures Theatre stworzyła sztukę pt. Offside, która uwydatniła wkład kobiet w piłkę nożną i udramatyzowała historię Clarke.
W 2019 roku w Campsbourne School w mieście Hornsey odsłonięto niebieską tablicę upamiętniającą Clarke. W mieście działała jej pierwsza drużyna Crouch End FC.

## Dodatkowe informacje
- Jest kilka dokumentów wspominających imię siostry Emmy, które mogło brzmieć Jane bądź Florence. Istnieje prawdopodobieństwo, że istniała także trzecia siostra, Mary.
- Emma była wielokrotnie wspominana w gazetach i czasopismach, w największym momencie swojej świetności liczba ta wynosiła ponad 11 000 wzmianek.